# Ambroise Dupont
Pour les articles homonymes, voir Dupont ou Dupond.
Ambroise Dupont est une personnalité politique française, ancien sénateur UMP du Calvados, né le 11 mai 1937 à Victot-Pontfol (Calvados).

## Biographie
Agriculteur, il est élu sénateur du Calvados le 24 septembre 1989 et réélu les 27 septembre 1998 et 21 septembre 2008. Il préside le groupe France-Caucase au Sénat. En tant que vice-président du Conseil général du Calvados, il a largement contribué à créer le Festival des AOC de Normandie qui se tient le 1er week-end de mai durant deux jours ainsi que les Equidays, festival du cheval, en octobre.
En mars 2014, il est élu pour un septième mandat à la mairie de Victot-Pontfol, mais ne se porte pas candidat à sa succession au Sénat lors des élections de septembre 2014.

## Décorations
- Chevalier de la Légion d'honneur (2015)[1].
- Ordre du soleil levant, rayons d'or en sautoir (2015) [2]

## Synthèse des mandats
- Maire de Victot-Pontfol (1974-2020), comme son père et son grand-père auparavant.
- Président de l'Union Amicale des Maires du Calvados
- Sénateur du Calvados (1989-2014), membre du groupe UMP
- Secrétaire du Sénat
- Membre de la Délégation parlementaire pour l'Union européenne
- Fondateur et Président de la Communauté de communes du pays de Cambremer
- Vice-président du conseil général du Calvados, élu du canton de Cambremer (1973-2011)